# Karpe Diem
Karpe Diem («euskarización» de la locución latina carpe diem) es el título del segundo álbum del grupo vasco de cumbia-ska Joxe Ripiau.
Al igual que su predecesor (Positive Bomb), el álbum fue grabado en los estudios Katarain, pero esta vez con Kaki Arkarazo a los controles en lugar de Ángel Katarain (que ejercía de técnico de sonido de la banda en directo).
A diferencia del anterior, Karpe Diem no contó con ninguna versión y la mayor parte de los temas fueron compuestos por Iñigo Muguruza. Aun así, varias canciones estaban basadas en textos de Rabindranath Tagore («Karpe diem»), Eduardo Galeano («El Alamo gogoan») y Tom Spanbauer («Sekretua entzutea da»). El álbum se salpicó de numerosos samples de Eduardo Galeano (se le escucha recitando «La utopía»), fraseos de El callejón de los milagros, de Raulín Rodríguez y de diferentes combos de música latina.
En este álbum se puede apreciar la afición de Iñigo al cine: la canción «Paradisu Zinema» (título inspirado en Cinema Paradiso de Giuseppe Tornatore) es una canción sobre el cine, referencias a El callejón de los milagros (de Jorge Fons del Toro) o Night on Earth (de Jim Jarmusch). Esta unión cine-música sería desarrollada en el siguiente álbum de Joxe Ripiau: Paradisu Zinema

## Lista de canciones
1. «Karpe diem»
(Letra: Iñigo Muguruza. Música: Sergio Ordóñez/Iñigo Muguruza.)
2. «Pedro Mayo»
(Letra y música: Iñigo Muguruza.)
3. «Deabruaren kunbia» («La cumbia del diablo»)
(Letra y música: Iñigo Muguruza.)
4. «Jaqueline»
(Letra y música: Iñigo Muguruza.)
5. «Karpe Diem Farrantxi Cover»
(Letra: Iñigo Muguruza. Música: Sergio Ordóñez/Iñigo Muguruza.)
6. «Izpiritu librea» («Espíritu libre»)
(Letra: Iñigo Muguruza. Música: Sergio Ordóñez/Iñigo Muguruza.)
7. «Guiro garratza» («Güiro amargo»)
(Letra y música: Iñigo Muguruza.)
8. «El Alamo gogoan» («El Álamo en la memoria»)
(Letra y música: Iñigo Muguruza.)
9. «Baleike» («Se puede»)
(Letra y música: Iñigo Muguruza.)
10. «Paradisu zinema» («Cinema Paradiso»)
(Letra y música: Iñigo Muguruza.)
11. «Txikira beti ordago» («A la pequeña: siempre órdago»)
(Letra y música: Iñigo Muguruza.)
12. «Sekretua entzutea da» («Escuchar es el secreto»)
(Letra y música: Iñigo Muguruza.)
13. «Maracaibo»
(Letra y música: Iñigo Muguruza.)

## Personal
- Iñigo Ripiau: bajo y voz.
- Jabier Ripiau: acordeón y coros.
- Sergio Ripiau: güiro y percusiones y coros.

### Músicos adicionales
- Juanan Díez: trombón.
- Angel Valdés: percusiones.
- Fidel Nadal: voz en «Deabruaren kunbia» y «Izpiritu librea».
- Pablito: voz en «Deabruaren kunbia» y «Izpiritu librea».

## Personal técnico
- Iñigo Muguruza: producción.
- Kaki Arkarazo: técnico de sonido y producción.
- Joseba Dut: diseño y maquetación

- Datos: Q9017257